# Bingo du Parc
Bingo du Parc (né le 11 mai 2011) est un cheval hongre Selle français de robe alezan, monté en saut d'obstacles par le cavalier néerlandais Harrie Smolders. Il participe notamment aux Jeux olympiques de Tokyo en 2021. 

## Histoire
Il naît le 11 mai 2011, à l'élevage d'André Herouart, à Escolives-Sainte-Camille. 
Il est monté par le cavalier néerlandais Harrie Smolders depuis septembre 2020. Ce dernier a du faire face aux fins de carrière de ses excellents chevaux Don VHP Z et Emerald, et préparer en quelques mois une relève pour les Jeux olympiques. Initialement, Smolders, titularisé parmi l'équipe néerlandaise, prévoit d'emmener son cheval Dolinn N.O.P. à Tokyo. Finalement, Smolders emmène Bingo, et devient remplaçant de l'équipe néerlandaise de saut d'obstacles.

### Participation aux Jeux olympiques de Tokyo 2020
Smolders et Bingo du Parc remplacent Willem Greve et sa monture pendant l'épreuve qualificative par équipes des Jeux olympiques de Tokyo. Bingo, moins fatigué que la plupart des autres montures en compétition, réalise un parcours sans faute permettant aux Pays-Bas de rester sur un score total par équipes de 9 points.

## Description
Bingo du Parc est un hongre de robe alezan, inscrit au stud-book du Selle français. 

## Palmarès
Il atteint un indice de saut d'obstacles (ISO) de 166 en 2020.

## Origines
C'est un fils de l'étalon Mylord Carthago,. Sa mère Tsigane Semilly est une fille de l'étalon Selle français Diamant de Semilly.